# Aprilia Racing Factory Team
Aprilia Racing Factory Team es el equipo oficial de fábrica de Aprilia que compite desde la temporada 2022 en el Campeonato del mundo de MotoGP.

## Historia
El primer periodo de Aprilia en la máxima categoría del motociclismo de velocidad se dio entre 1994 y 2000 cuando participó en el Campeonato del Mundo de 500cc con su Aprilia RSW-2 500. La RSW-2 era una versión mejorada de su RSV 250 que era usada en el Campeonato del Mundo de 250cc. Con esta motocicleta Aprilia vivió su mejor época en la máxima categoría: logró cinco podios, uno de Doriano Romboni, dos de Tetsuya Harada y otros dos de Jeremy McWilliams, además de lograr su única pole position en Italia a cargo de Harada.
Su segundo periodo en la máxima categoría se dio entre 2002 y 2004 en los albores de MotoGP. La motocicleta usada en este periodo fue la Aprilia RS Cube un motocicleta hecha para correr en la categoría. En esta época no pudieron igualar o mejorar los resultados conseguidos en 500cc: su mejor resultado en carrera fue el sexto puesto conseguidó por Colin Edwards en el Gran Premio de Japón 2003. El japonés Noriyuki Haga consiguió la vuelta rápida en el Gran Premio de Francia 2003.
El tercer periodo es el actual que comenzó en 2015, Aprilia volvió a la categoría en la temporada 2015 a través de una asociación con el Gresini Racing debido a que no podía poner su propio equipo en pista al estar cerrada la entrada de nuevos constructores al mundial, por esa razón para entrar al mundial debía asociarse con un equipo existente.
El 29 de abril de 2021, Aprilia anunció la renovación de su compromiso con MotoGP hasta la temporada 2026 participando a partir de 2022 como constructor de pleno derecho y con su propio equipo que llevara el nombre de Aprilia Racing Factory Team. Uno de sus pilotos es Aleix Espargaró quien tenía contrato con la marca de Noale hasta fines de 2022. El segundo piloto del equipo fue el italiano Lorenzo Savadori quien ya había realizado tres carreras con la Aprilia RS-GP reemplazando a Bradley Smith la temporada anterior.
El 26 de mayo de 2022, en la previa del Gran Premio de Italia, Massimo Rivola director del equipo anunció la renovación de Aleix Espargaró y Maverick Viñales como pilotos del equipo por las siguientes dos temporadas.

## Resultados del equipo en MotoGP
(Carreras en negro indican pole position, carreras en italics indican vuelta rápida, xx indica posición en la carrera sprint)
| Año  | Equipo         | Moto          | N.º | Pilotos          | 1   | 2      | 3    | 4     | 5    | 6    | 7    | 8      | 9   | 10    | 11   | 12    | 13    | 14   | 15    | 16   | 17    | 18    | 19   | 20   | 21  | 22  | Puntos | C.P  | Puntos | C.E  |
| ---- | -------------- | ------------- | --- | ---------------- | --- | ------ | ---- | ----- | ---- | ---- | ---- | ------ | --- | ----- | ---- | ----- | ----- | ---- | ----- | ---- | ----- | ----- | ---- | ---- | --- | --- | ------ | ---- | ------ | ---- |
| 2022 | Aprilia Racing | Aprilia RS-GP |     |                  | QAT | INA    | ARG  | AME   | POR  | ESP  | FRA  | ITA    | CAT | GER   | NED  | GBR   | AUT   | RSM  | ARA   | JPN  | THA   | AUS   | MAL  | VAL  |     |     |        |      |        |      |
| 2022 | Aprilia Racing | Aprilia RS-GP | 12  | Maverick Viñales | 12  | 16     | 7    | 10    | 10   | 14   | 10   | 12     | 7   | Ret   | 3    | 2     | 13    | 3    | 13    | 7    | 7     | 17    | 16   | Ret  |     |     | 122    | 11.º | 334    | 3.º  |
| 2022 | Aprilia Racing | Aprilia RS-GP | 32  | Lorenzo Savadori |     |        |      |       | Ret  | 21   |      | 22     |     |       | 20   |       | 19    |      |       |      |       |       |      |      |     |     | 0      | 28.º | 334    | 3.º  |
| 2022 | Aprilia Racing | Aprilia RS-GP | 41  | Aleix Espargaró  | 4   | 9      | 1    | 11    | 3    | 3    | 3    | 3      | 5   | 4     | 4    | 9     | 6     | 6    | 3     | 16   | 11    | 9     | 10   | Ret  |     |     | 212    | 4.º  | 334    | 3.º  |
| 2023 | Aprilia Racing | Aprilia RS-GP |     |                  | POR | ARG    | AME  | SPA   | FRA  | ITA  | GER  | NED    | GBR | AUT   | CAT  | RSM   | IND   | JPN  | INA   | AUS  | THA   | MAL   | QAT  | VAL  |     |     |        |      |        |      |
| 2023 | Aprilia Racing | Aprilia RS-GP | 12  | Maverick Viñales | 25  | 127    | 410  | Ret7  | Ret9 | 1213 | Ret  | Ret7   | 53  | 68    | 23   | 56    | 8     | 199  | 24    | 11C  | Ret18 | 1110  | 46   | 104  |     |     | 204    | 7.º  | 410    | 5.º  |
| 2023 | Aprilia Racing | Aprilia RS-GP | 32  | Lorenzo Savadori |     |        |      |       |      | 18   |      | 1116   |     | 19Ret |      |       |       |      |       |      |       |       |      |      |     |     | 9      | 24.º | 410    | 5.º  |
| 2023 | Aprilia Racing | Aprilia RS-GP | 41  | Aleix Espargaró  | 96  | 15Ret  | Ret4 | 5Ret  | 58   | 68   | 169  | 34     | 15  | 97    | 1    | 128   | Ret   | 5Ret | 10Ret | 8C   | 85    | Ret12 | Ret  | 813  |     |     | 206    | 6.º  | 410    | 5.º  |
| 2024 | Aprilia Racing | Aprilia RS-GP |     |                  | QAT | POR    | AME  | SPA   | FRA  | CAT  | ITA  | NED    | GER | GBR   | AUT  | ARA   | RSM   | ERM  | INA   | JPN  | AUS   | THA   | MAL  | SLD  |     |     |        |      |        |      |
| 2024 | Aprilia Racing | Aprilia RS-GP | 12  | Maverick Viñales | 109 | Ret1   | 1    | 9Ret  | 53   | 128  | 85   | 53     | 127 | 138   | 711  | Ret19 | 1611  | 610  | 67    | Ret9 | 8Ret  | 720   | 7    | 1512 |     |     | 190    | 7.º  | 353    | 4.º  |
| 2024 | Aprilia Racing | Aprilia RS-GP | 32  | Lorenzo Savadori |     |        |      | Ret16 |      |      | 2118 | DNSRet |     |       | 2018 |       |       |      |       |      |       |       |      |      |     |     | 0      | 28.º | 353    | 4.º  |
| 2024 | Aprilia Racing | Aprilia RS-GP | 41  | Aleix Espargaró  | 83  | 8      | 75   | Ret   | 95   | 41   | 119  | DNSRet | WD  | 63    | 93   | 11Ret | Ret12 | 812  | Ret16 | 9Ret | 168   | 915   | 1312 | 54   |     |     | 163    | 11.º | 353    | 4.º  |
| 2025 | Aprilia Racing | Aprilia RS-GP |     |                  | THA | ARG    | AME  | QAT   | SPA  | FRA  | GBR  | ARA    | ITA | NED   | GER  | CZE   | AUT   | HUN  | CAT   | RSM  | JPN   | INA   | AUS  | MAL  | POR | VAL |        |      |        |      |
| 2025 | Aprilia Racing | Aprilia RS-GP | 1   | Jorge Martín     |     |        |      | Ret16 |      |      |      |        |     |       |      |       |       |      |       |      |       |       |      |      |     |     | 0      | 25.º | 37     | 10.º |
| 2025 | Aprilia Racing | Aprilia RS-GP | 32  | Lorenzo Savadori | 20  | DNSRet | 1520 |       | 1819 |      |      |        |     |       |      |       |       |      |       |      |       |       |      |      |     |     | 1      | 22.º | 37     | 10.º |
| 2025 | Aprilia Racing | Aprilia RS-GP | 72  | Marco Bezzecchi  | 612 | Ret6   | 610  | 9     | 148  |      |      |        |     |       |      |       |       |      |       |      |       |       |      |      |     |     | 36     | 9.º  | 37     | 10.º |

## Estadísticas de pilotos en MotoGP
Datos actualizados hasta el Gran Premio de España de 2025
| Núm. | Piloto           | Grandes Premios |
| ---- | ---------------- | --------------- |
| 1    | Maverick Viñales | 60              |
| 2    | Aleix Espargaró  | 58              |
| 3    | Lorenzo Savadori | 14              |
| 4    | Marco Bezzecchi  | 5               |
| 5    | Jorge Martín     | 1               |

| Núm. | Piloto           | Victorias |
| ---- | ---------------- | --------- |
| 1    | Aleix Espargaró  | 3         |
| 2    | Maverick Viñales | 1         |

| Núm. | Piloto           | Podios |
| ---- | ---------------- | ------ |
| 1    | Aleix Espargaró  | 9      |
| 2    | Maverick Viñales | 7      |

- Negrita: Piloto en actividad, compitiendo actualmente para KTM.